# Glavica (Sukošan)
Pour les articles homonymes, voir Glavica.
Glavica (Sukošan) est un village de la municipalité de Sukošan (Comitat de Zadar) en Croatie. Au recensement de 2011, le village comptait 185 habitants.